# 中国交通大学
中國交通大學爲北方交通大學在1949年至1950年間的稱呼，今已分爲北京交通大学和西南交通大學：
- 中國交通大學北京管理學院或中國交通大學北平管理學院，今北京交通大学。
- 中國交通大學唐山工學院、華北交通學院，今西南交通大學。

## 注意
1952年5月，北方交通大學解散后，北京铁道学院于1970年復稱北方交通大學卽今天的北京交通大學。